# Obwód aktobski
Obwód aktobski, obwód aktiubiński (kaz. Ақтөбе облысы, ros. Актюбинская область) – jeden z 17 obwodów w Republice Kazachstanu. Znajduje się w środkowo-zachodniej części kraju. Stolicą obwodu jest miasto Aktobe, zamieszkane przez 513 004 osoby; populacja całego obwodu wynosi zaś 894 333 osoby. Mając powierzchnię 300 629 kilometrów kwadratowych, obwód aktobski jest pod względem wielkości drugą z kolei jednostką administracyjną w kraju (większy jest tylko obwód karagandyjski). Graniczy on z obwodami: atyrauskim na zachodzie, mangystauskim na południowym zachodzie, karagandyjskim na wschodzie, kustanajskim na północnym wschodzie, kyzyłordyńskim na południowym wschodzie i zachodniokazachstańskim na północnym zachodzie. Przez obwód aktiubiński przepływa rzeka Ilek, dopływ Uralu.

## Rejony
- rejon Ałga
- rejon Äjteke Bi
- rejon Bajganin
- rejon Chromtau
- rejon Kargały
- rejon Kobda
- rejon Martök
- rejon Mugałżar
- rejon Ojył
- rejon Szałkar
- rejon Temyr
- rejon Yrgyz